# Yutjuwalia
Yutjuwalia is een geslacht van rechtvleugeligen uit de familie sabelsprinkhanen (Tettigoniidae). De wetenschappelijke naam van dit geslacht is voor het eerst geldig gepubliceerd in 2001 door Rentz.

## Soorten
Het geslacht Yutjuwalia omvat de volgende soorten:
- Yutjuwalia nyalma Rentz, 2001
- Yutjuwalia sallyae Rentz, 2001